# Duguetia megalophylla
Duguetia megalophylla är en kirimojaväxtart som beskrevs av Robert Elias Fries. Duguetia megalophylla ingår i släktet Duguetia och familjen kirimojaväxter. Inga underarter finns listade i Catalogue of Life.